# Stemma del Cile
Lo stemma del Cile è il simbolo araldico ufficiale del paese, creato da Charles Wood Taylor e adottato il 26 giugno 1834. 

## Descrizione
Tale stemma consiste in uno scudo partito orizzontalmente in due parti uguali, blu quella superiore e rossa quella inferiore, con al centro una stella. Lo scudo è sostenuto da una parte da un Condor e dall'altra da un Huemul, entrambi incoronati con la corona della Marina. Lo scudo è inoltre incoronato da tre piume colorate di blu, bianco e rosso. Al di sotto dello scudo un nastro riporta il motto: "Por la Razón o la Fuerza" (in spagnolo "Per la ragione o la forza").

## Stemmi storici
Il primo stemma del Cile fu adottato nel 1812. Esso consisteva in un ovale al cui interno era raffigurata una colonna (a simboleggiare l'albero della libertà) sormontata da un globo. Sopra questa composizione vi erano una foglia di palma e una lancia incrociate e in alto una stella. Ai lati della colonna erano presenti un uomo e una donna indigeni impugnanti delle armi. In cima e in basso allo stemma c'erano le seguenti scritte in latino: Post Tenebras Lux e Aut Consiliis Aut Ense.

Primo stemma cileno (1812-1814)
Secondo stemma cileno (1818-1834)
Prima versione dell'attuale stemma cileno (1834-1920)